# Tony Wroten
Tony Wroten   (Renton, 13 d'abril de 1993) és un jugador de bàsquet nord-americà. Amb 1,98 metres d'alçària juga en les posicions d'escorta i base.

## Carrera esportiva
Va jugar durant una única temporada amb els Huskies de la Universitat de Washington, en la qual va fer de mitjana 16,0 punts, 5,0 rebots i 3,7 assistències per partit. Va ser triat en el millor quintet de la Pacific-12 Conference, convertint-se en el primer Huskie a aconseguir-ho sent freshman. A l'acabament de la temporada va decidir declarar-se elegible pel Draft de l'NBA, renunciant a tres anys més de carrera universitària.
Va ser triat en la vint-cinquena posició de Draft de l'NBA del 2012 pels Memphis Grizzlies, amb els quals va debutar el 7 de novembre davant Milwaukee Bucks. El 22 d'agost de 2013, va ser traspassat als Philadelphia 76ers a canvi d'una futura selecció de segona ronda del draft.
Fora dels Estats Units sempre ha jugat en lligues poc importants (Bucaneros de Veneçuela, BC Kalev-Cramo d'Estònia o l'Anwil Włocławek de Polònia) fins que en el mes de gener de 2020 fitxa pel Club Joventut Badalona de la lliga Endesa, per cobrir la marxa de Nikos Zisis. A finals del mes d'abril va arribar a un acord amb el club badaloní per la seva desvinculació i tornar al seu país.